# Cephalodella jakubskii
Cephalodella jakubskii är en hjuldjursart som beskrevs av Wiszniewski 1953. Cephalodella jakubskii ingår i släktet Cephalodella och familjen Notommatidae. Inga underarter finns listade i Catalogue of Life.